# Biografen Rio
För andra betydelser, se Rio (biograf).

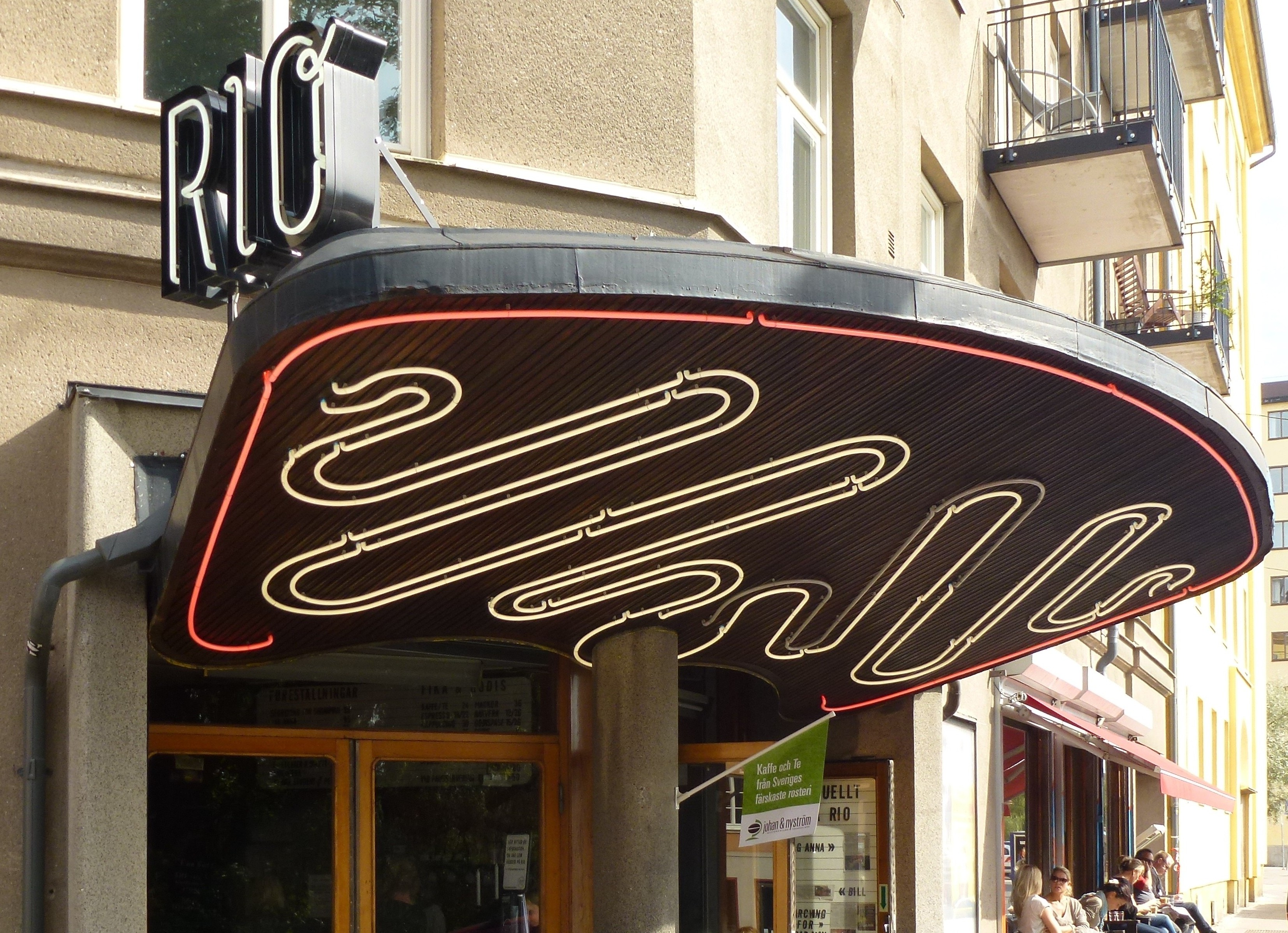
Bio Rio i Hornstull i Stockholm

Biografen Rio är en kvartersbiograf vid Hornstulls strand 3 på Södermalm i Stockholm. Biografen invigdes 1943 som en av Ri-Teatrarna och hade ritats i funkisstil av arkitekten Albin Stark, som också formgav Chinateatern vid Berzelii park. Biografen såldes till en ny ägare 1973, drevs under flera år av Folkets hus och parker och ägs och drivs idag av produktionsbolaget Rio.

## Historik

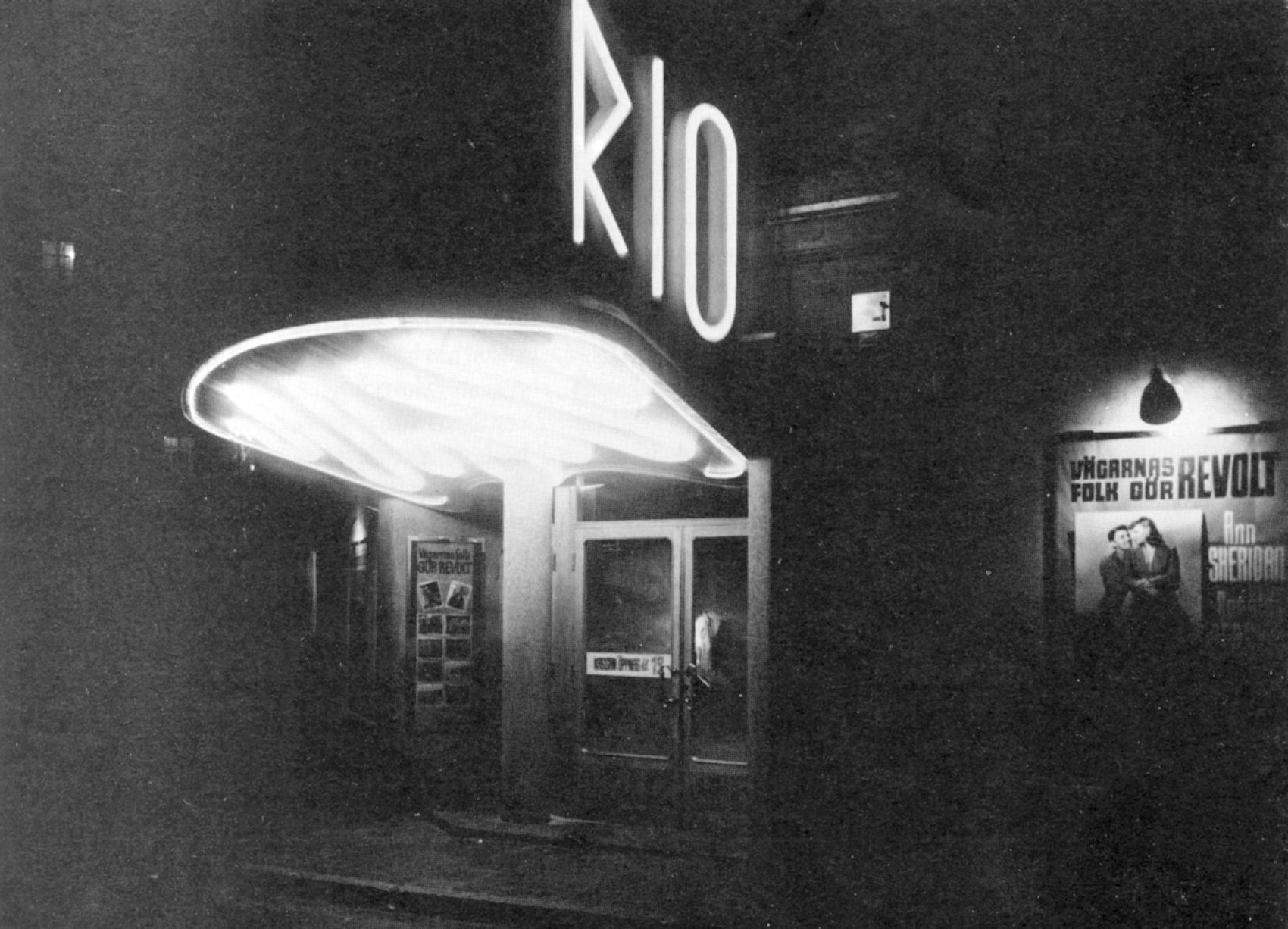
Rio vid invigningen 1943

Rio invigdes mitt under andra världskriget den 15 november 1943 och inredningen påverkades av krigets brist på material. Det blev Ri-Teatrarnas trettonde biograf och den sista som skulle uppföras i Stockholms innerstad på många år. Det dröjde till 1959 tills Sergelteatern kom till i nya Hötorgscity.  Rio hade en stor uppåtriktad baldakin med neonslingor och biografens namn stod i stora neonbokstäver på baldakinens tak. Som invigningsfilm visades Vägarnas folk gör revolt med Ronald Reagan i huvudrollen.

## Rio efter 1973
År 1973 gjordes biografen Rio om till en kvartersbiograf av René Reiss. Biografen var i stort sett sig lik sedan 1940-talet och ansågs ha varit en kulturinstitution vid Hornstull under årtionden. Biografen har varit nedläggningshotad ett antal gånger och namninsamlingar, upprop och stödgalor har ordnats för att hålla liv i den. År 2008 förlorade René Reiss det kommunala kulturstödet och han sålde till slut bolaget. Biografen har tagits över av Folkets hus och parker som moderniserade med digital teknik och möjlighet att visa 3D-filmer.
Under våren 2009 genomgick biografen en omfattande renovering. Exteriört har neonskylten "RIO" kommit på plats igen fast i en något mjukare form samt de typiska neonslingorna under skärmtaket lyser upp entrén. Stöd för restaureringen fick man bl.a. från Konung Gustaf VI Adolfs fond för svensk kultur och Länsstyrelsen i Stockholms län.
Biografen Rio har utöver vanliga bioföreställningar även konceptföreställningar som barnvagnsbio och kafébio vissa eftermiddagar, frukostbio på söndagsförmiddagar och dokusoppa, det vill säga visning av en dokumentär och soppservering. Dessutom visas livesända föreställningar av teater och opera från till exempel Dramaten i eller Metropolitan Opera.
Under fotbolls-EM 2012 använde SVT biografen Rio som EM-studio under ledning av André Pops. Intervjuer och analyser gjordes från scenen och cafeterian i foajén och matcherna visades i biografen för inbjuden och betalande publik. Inför matcherna gjordes repliker på bio-affischer om respektive match som hängde i foajén och som lottades ut till tevetittarna.

## Bilder

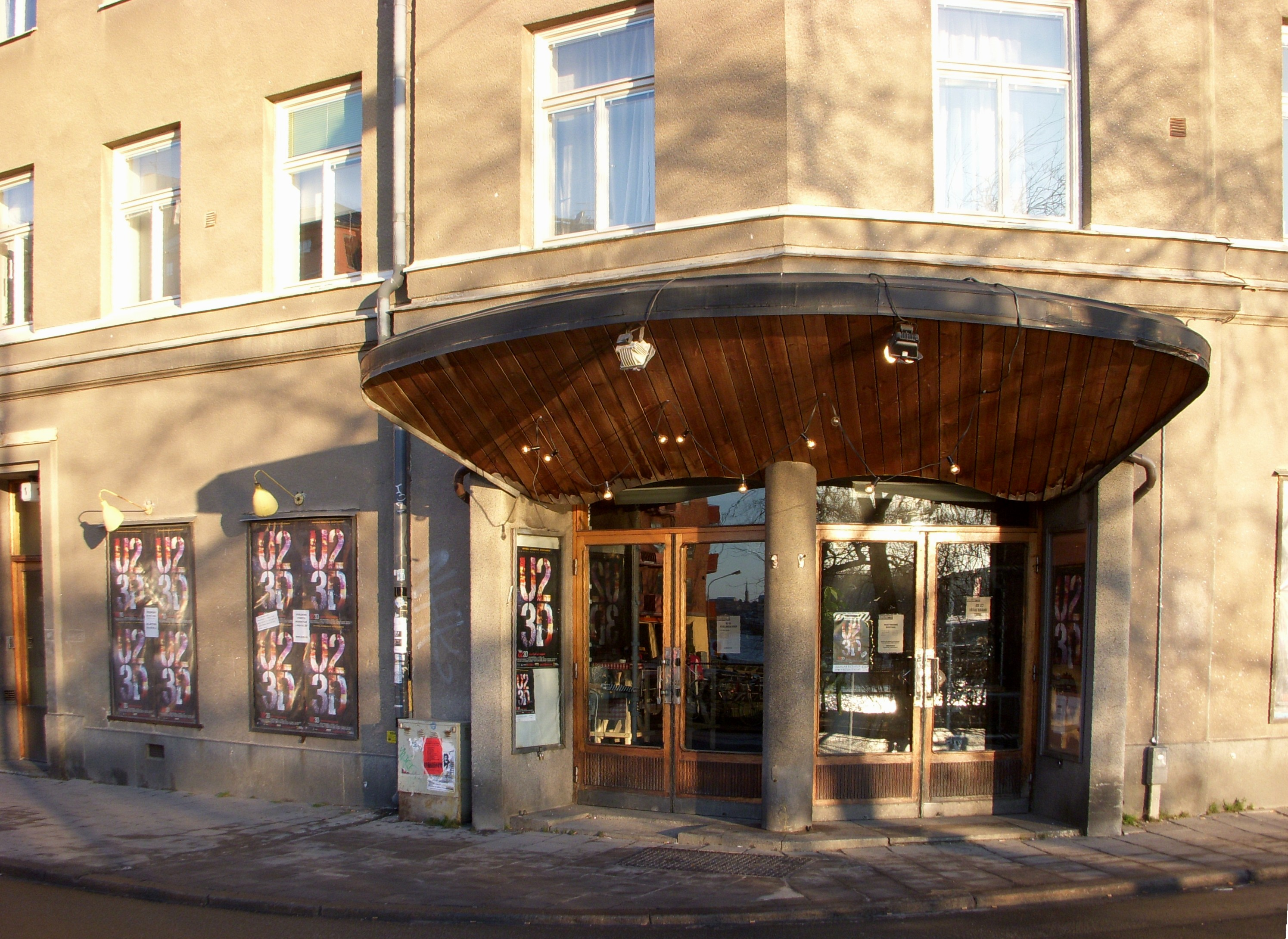
Kvartersbion Rio i december 2008.
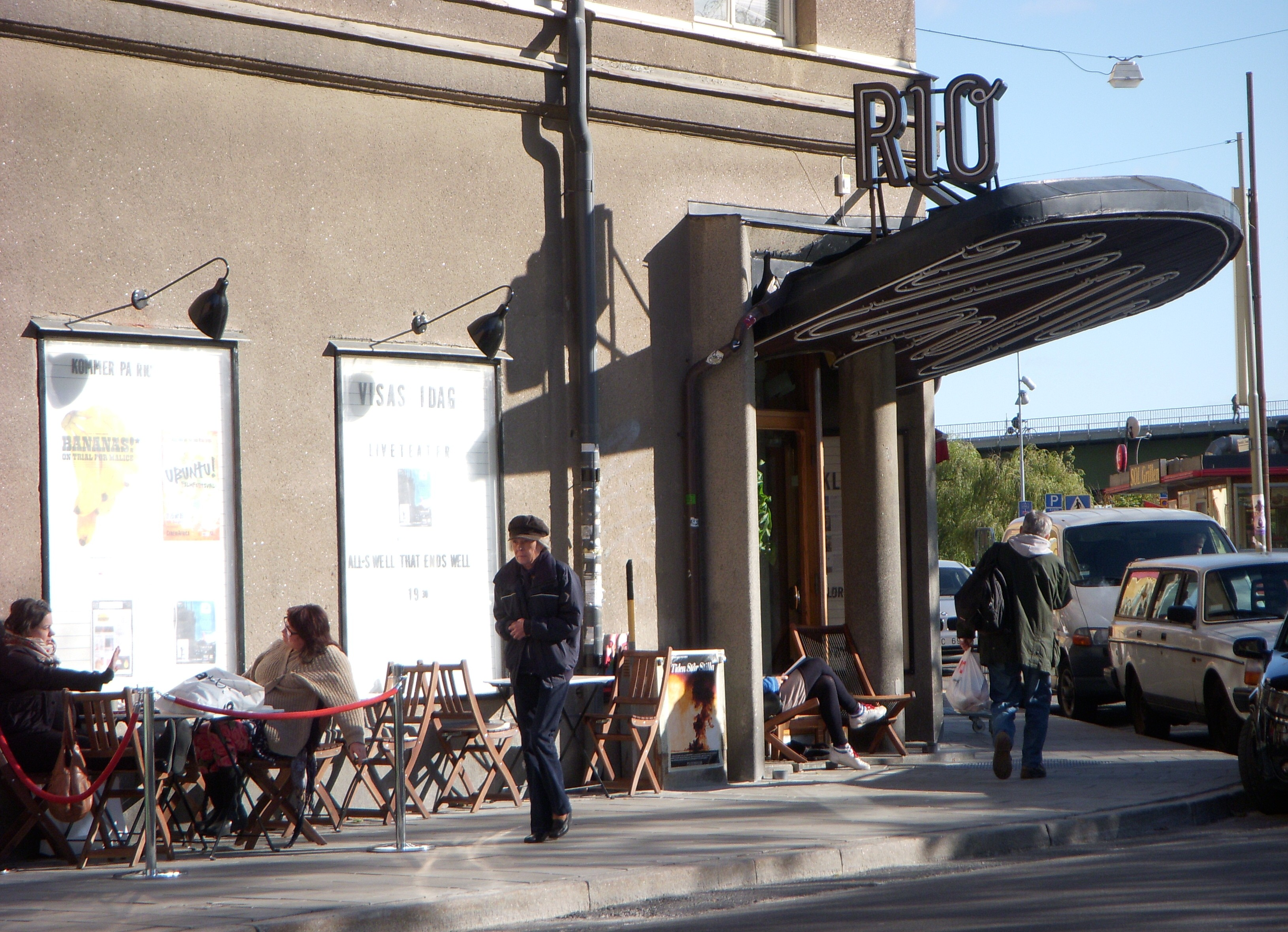
Rio i oktober 2009.
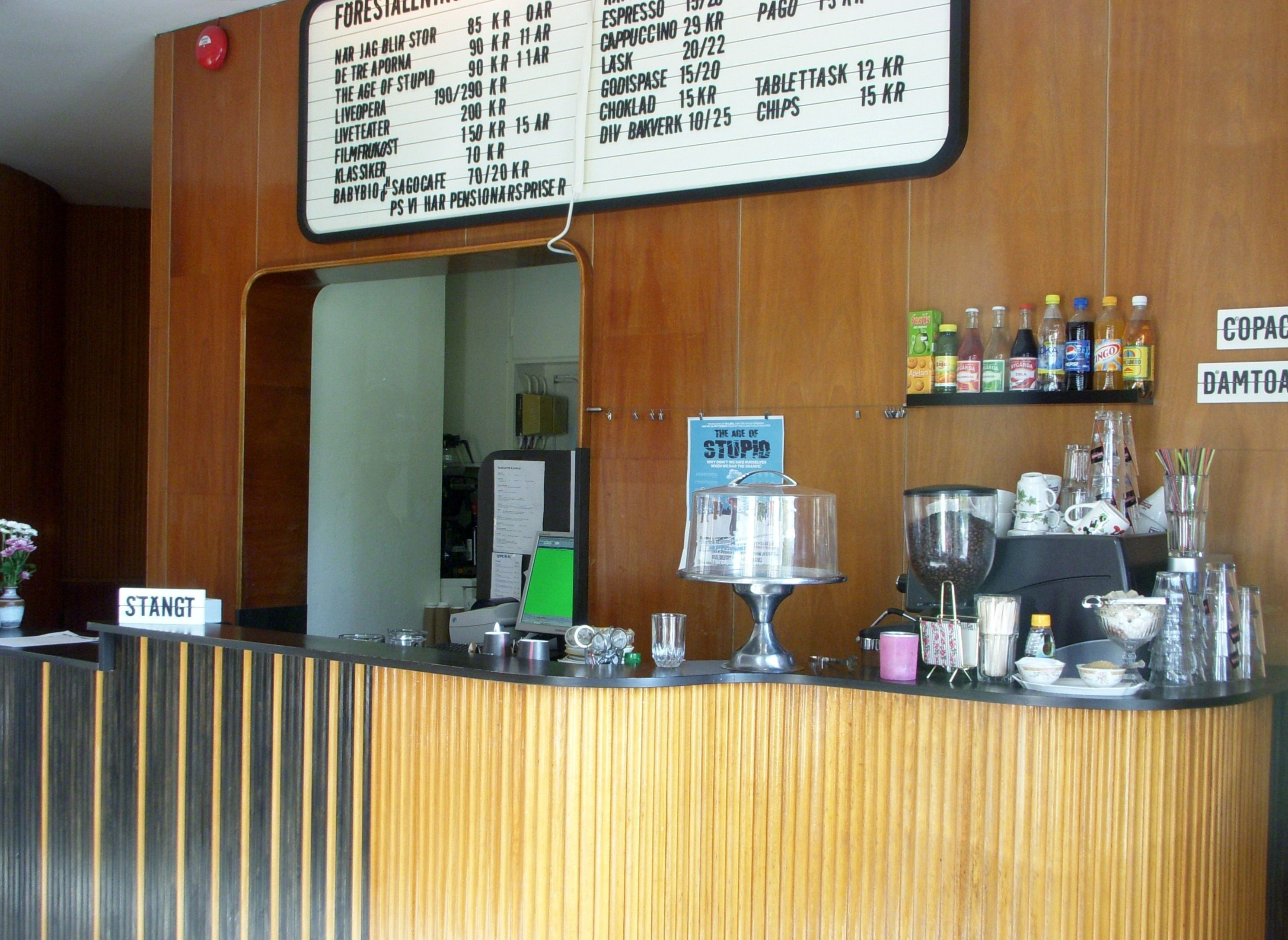
Rios originaldisk från 1940-talet.
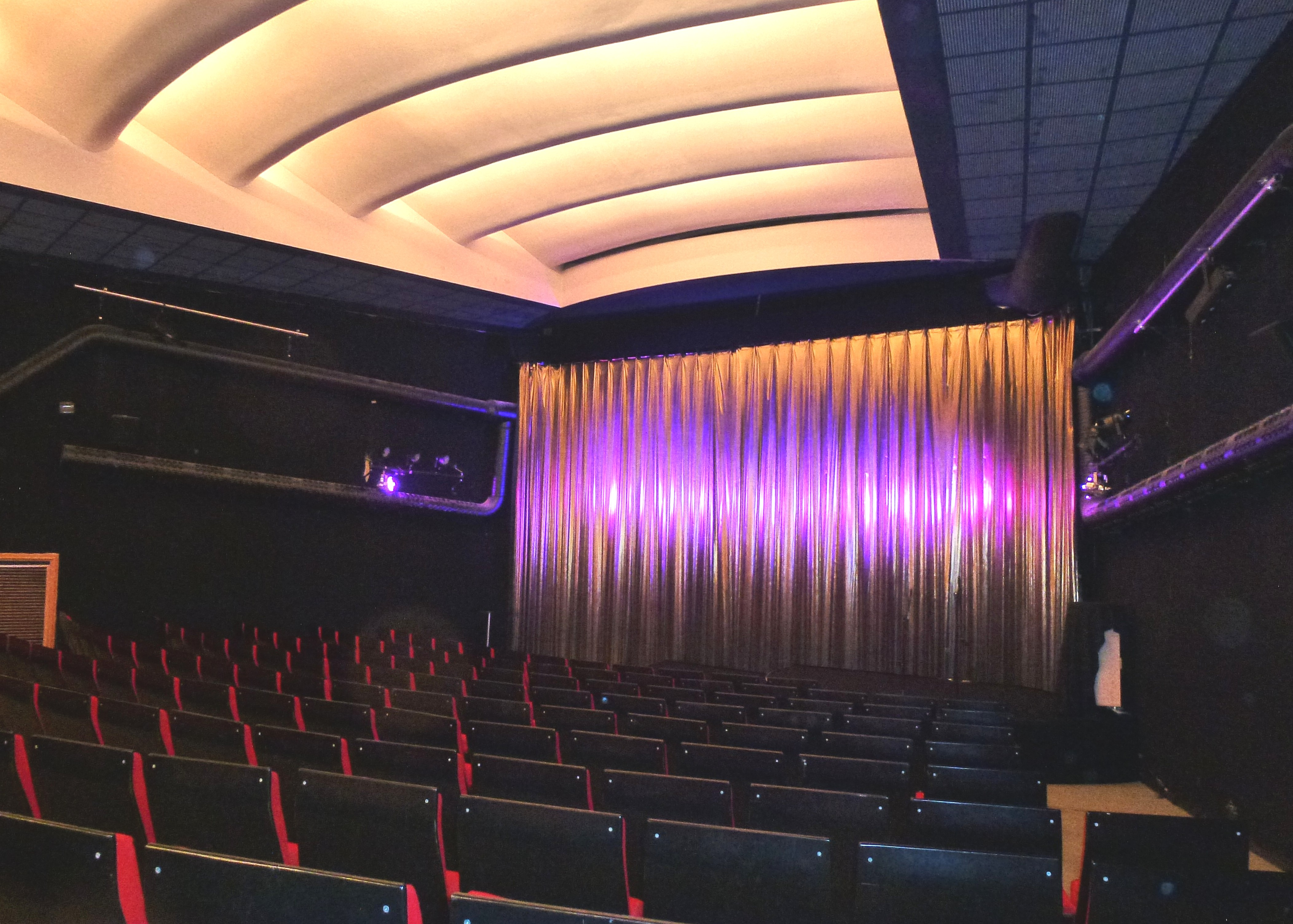
Rios salong i september 2012.